# Enom Konung täcktes thet så
Enom Konung täcktes thet så är en äldre psalmtext från reformationen och troligen översatt från tyska till svenska av Olaus Petri.
Psalmen inleddes 1695 med orden:
Enom Konung täcktes thet sån
Sina tienare kalla

## Publicerad i
- Swenske Songer eller wisor 1536 med titeln Enom konning tectes thet så under rubriken "Een parabola aff Matt. xv".[1]
- 1572 års psalmbok med titeln ENom Konung tecktes thet så under rubriken "Någhra Evangeliska Paraboler".[2]
- Göteborgspsalmboken under rubriken "Om Gudz Barmhertigheet".[3]
- Den svenska psalmboken 1694 som nummer 244 under rubriken "Psalmer öfwer Några Söndags Evangelier".[4]
- 1695 års psalmbok som nr 212 under rubriken "Psalmer Öfwer några Söndags Evangelier".